# 1942 في بلغاريا
فيما يلي قوائم الأحداث التي وقعت خلال عام 1942 في بلغاريا.

## سياسة

### تعيين في المنصب
- 1 فبراير – فيدكون كفيشلينغ رئيس-الوزراء.

## رياضة
- 1 يناير – كأس بلغاريا 1942 الفائز ليفسكي صوفيا.

## مواليد

### يناير
- 8 يناير – ميسيل مارين سياسي بلغاري.

### أبريل
- 10 أبريل – إيفان إيفانوف لاعب كرة قدم بلغاري.
- 29 أبريل – تودور كوليف لاعب كرة قدم بلغاري.

### يونيو
- 19 يونيو – جورجي سوكولوف لاعب كرة قدم بلغاري.

### سبتمبر
- 17 سبتمبر – بيتار كيروف مصارع هاوي بلغاري.

### نوفمبر
- 12 نوفمبر – دوبرومير زيتشيف لاعب كرة قدم بلغاري.

## وفيات

### يونيو
- 14 يونيو – نيكولا لازاروف (مواليد 1870) مهندس معماري بلغاري.